# تريفانتي رودس
تريفانتي رودس (بالإنجليزية: Trevante Rhodes)‏ هو منافس ألعاب القوى وممثل أمريكي، ولد في 10 فبراير عام 1990، في الولايات المتحدة.

## أعمال

### أفلام
- (2016) ضوء القمر
- (2017) الرمال الحارقة
- (2018) المفترس
- (2018) جنود الحصان[4][4]
- (2018) صندوق الطائر

## وصلات خارجية
- تريفانتي رودس على موقع الاتحاد الدولي لألعاب القوى (الإنجليزية)
- تريفانتي رودس على موقع TFRRS.org (الإنجليزية)

- تريفانتي رودس على موقع IMDb (الإنجليزية)
- تريفانتي رودس على موقع روتن توميتوز (الإنجليزية)
- تريفانتي رودس على موقع ألو سيني (الفرنسية)
- تريفانتي رودس على موقع قاعدة بيانات الفيلم (الإنجليزية)